# Amira Ben Chaabane
Amira Ben Chaabane, née le 29 mai 1990 à Tunis, est une escrimeuse tunisienne pratiquant le sabre. 

## Carrière
Elle participe aux Jeux olympiques de 2020 à Tokyo.

## Palmarès
- Championnats d'Afrique
  -  Médaille d'or au sabre féminin senior par équipes aux championnats 2009 (Dakar)
  -  Médaille d'or au sabre féminin senior individuel aux championnats 2010 (Tunis)
  -  Médaille d'or au sabre féminin senior par équipes aux championnats 2010 (Tunis)
  -  Médaille d'or au sabre féminin senior par équipes aux championnats 2011 (Le Caire)
  -  Médaille d'or au sabre féminin senior par équipes aux championnats 2012 (Casablanca)
  -  Médaille d'or au sabre féminin senior par équipes aux championnats 2014 (Le Caire)
  -  Médaille d'or au sabre féminin senior par équipes aux championnats 2015 (Le Caire)
  -  Médaille d'or au sabre féminin senior par équipes aux championnats 2018 (Tunis)
  -  Médaille d'or au sabre féminin senior individuel aux championnats 2010 (Tunis)
  -  Médaille d'or au sabre féminin senior par équipes aux championnats 2019 (Bamako)
  -  Médaille d'or au sabre féminin senior individuel aux championnats 2019 (Bamako)
  -  Médaille d'argent au sabre féminin senior individuel aux championnats 2011 (Le Caire)
  -  Médaille d'argent au sabre féminin senior individuel aux championnats 2012 (Casablanca)
  -  Médaille d'argent au sabre féminin senior individuel aux championnats 2014 (Le Caire)
  -  Médaille d'argent au sabre féminin senior individuel aux championnats 2015 (Le Caire)
  -  Médaille de bronze au sabre féminin senior individuel aux championnats 2009 (Dakar)
- Jeux africains
  -  Médaille d'or au sabre féminin senior par équipes aux jeux 2007 (Alger)